# Joseph Bédier

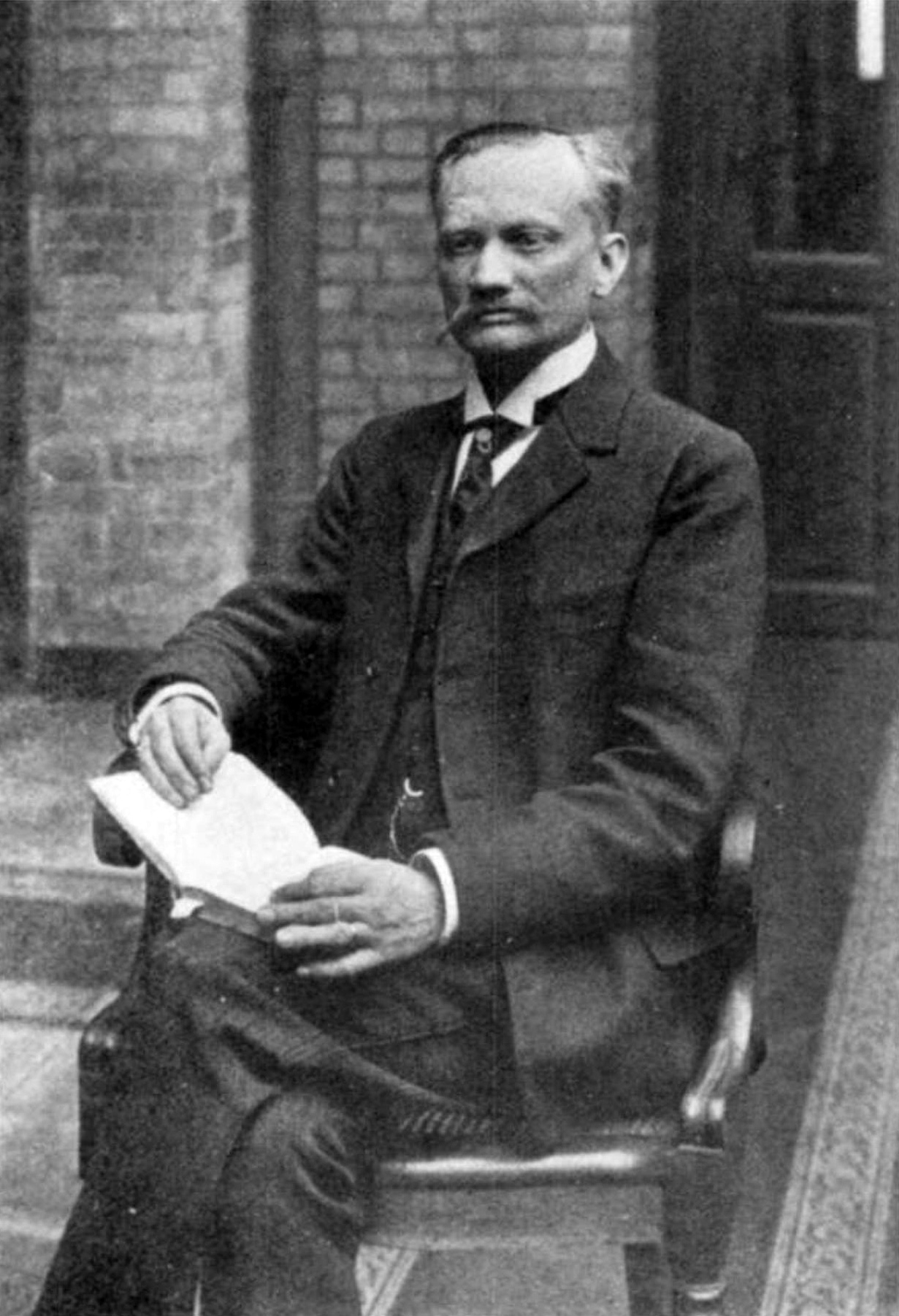
Joseph Bédier

Charles Marie Joseph Bédier (* 28. Januar 1864 in Paris; † 29. August 1938 in Le Grand-Serre) war ein französischer Romanist und Literaturhistoriker, der auf altfranzösische Literatur spezialisiert war.
Bédier lehrte mittelalterliche französische Literatur an verschiedenen Universitäten (1889–1891 Universität Freiburg (Schweiz), ca. 1903 Collège de France in Paris). In seinem bekanntesten Werk Les légendes épiques erklärt er das Entstehen der Heldenepen mit den Örtlichkeiten der Pilgerwege (»Pilgerstraßen-Theorie«). Zu seinen Schülern gehörte wahrscheinlich die Historikerin Mathilde Laigle.
Ab 1913 war er auswärtiges Mitglied der Königlich Dänischen Akademie der Wissenschaften und ab 1920 Mitglied der Académie française. 1929 wurde er in die American Academy of Arts and Sciences gewählt. 1937 wurde er in die American Philosophical Society aufgenommen.

## Schriften (Auswahl)
- Le lai de l’ombre (1890)
- Le fabliau de Richeut (1891)
- Les fabliaux, études de littérature populaire et d’histoire littéraire du Moyen Âge (1893)
- De Nicolao Museto (gallice Colin Muset), francogallico carminum scriptore (1893)
- Le roman de Tristan et Iseut (1900)
- Le roman de Tristan par Thomas (2 Bände, 1902–1905)
- Études critiques (1903)
- Les deux poèmes de la folie Tristan (1907)
- Légendes épiques, recherches sur la formation des chansons de geste (1908–1913)
- Les chansons de croisade (1909)
- Les chansons de Colin Muset (1912)
- Les crimes allemands d’après les témoignages allemands (1915)
- Comment l’Allemagne essaie de justifier ses crimes? (1915)
- Joseph Bédier und Paul Hazard: Histoire de la littérature francaise. 2 Vol. (1923/24)
- L’effort français (1919)
- La chanson de Roland (critical edition, 1920)
- La chanson de Roland (nach dem Oxforder Manuskript, 1922)
- Commentaires sur la chanson de Roland (1927)